# Pedaliodes piletha
Pedaliodes piletha är en fjärilsart som beskrevs av William Chapman Hewitson 1861. Pedaliodes piletha ingår i släktet Pedaliodes och familjen praktfjärilar. Inga underarter finns listade i Catalogue of Life.